# Crescent (album, John Coltrane)
Crescent je studiové jazzové album, které v roce 1964 nahrál saxofonista John Coltrane. Kvartet ještě tvoří pianista McCoy Tyner, kontrabasista Jimmy Garrison a bubeník Elvin Jones. Všechny skladby napsal John Coltrane, který v nich taky hraje na tenorsaxofon. Často bývá označováno jako Cotraneovo nejtemnější album. Pouze krátké Bessie’s Blues a lehký samba groove ve střední části Wice One přeruší jinak chmurnou náladu desky.

## Seznam skladeb
První strana
1. „Crescent“ – 8:41
2. „Wise One“ – 9:00
3. „Bessie's Blues“ – 3:22

Druhá strana
1. „Lonnie's Lament“ – 11:45
2. „The Drum Thing“ – 7:22

## Nástrojové obsazení
John Coltrane Quartet
- John Coltrane – kapelník, tenorsaxofon
- Jimmy Garrison – kontrabas
- Elvin Jones – bicí
- McCoy Tyner – piano